# Zepp
Zepp（ゼップ）は、日本及び台湾、東南アジアで展開されているライブハウス（コンサートホール）の名称。日本ではソニー・ミュージックエンタテインメントの子会社であるZeppホールネットワークが運営を行う。

## 概要
1997年6月、ソニー・ミュージックエンタテインメントとエイベックス・ディー・ディー（現：エイベックス）の2社が合弁で株式会社ホールネットワークを設立し、1998年4月には札幌市に初のライブハウス「Zepp Sapporo」を開業。これを皮切りに各地で展開しており、2023年4月時点で国内では札幌・東京（3か所）・横浜・名古屋・大阪（2か所）・福岡の6都市・9会場、また国外では台湾・シンガポール・マレーシアの3会場を運営（後節参照）、主に音楽ライブ・イベントを開催している。かつてはコンサートの他にプロレス・ボクシング・その他格闘技の興行も打たれていたが、2012年以降はすべての箇所において、契約済み分終了以降のこの種類の興行への貸出を中止した。
「Zepp Fukuoka」はホークスタウンモールの再開発により2016年5月に閉館となったが、跡地に2018年完成の大規模商業施設「MARK IS 福岡ももち」内に再出店した。また、2020年には横浜みなとみらい地区に「KT Zepp Yokohama」、東京・羽田のHANEDA INNOVATION CITY内に「Zepp Haneda（TOKYO）」を開業。
Zeppの名称は飛行船の「ツェッペリン」（Zeppelin）に由来し、そのうちZepp Sendai（閉鎖）については「ツェッペリン」からの連想による“都市に降り立つ宇宙船”をコンセプトに設計されていた。ステージ幅、音響・照明設備はすべて共通で、設定データを用意すればどの会場でも同じセッティングで使えることから、複数のZeppを巡る全国ツアー（いわゆる「Zeppツアー」）が容易に行えるようになった。
日本国内のZeppにはアサヒ飲料がスポンサーとして特別協賛しており、会場内でのドリンクも同社やアサヒビールのものが提供される。Zeppで開催される大抵のライブでは入場の際に600円をドリンクコインと交換し、入場後Zepp内のドリンクショップでドリンクコインをペットボトルの「ソフトドリンク」と「Zeppオリジナルドリンクストラップ」に引き換える仕組みとなっている。なお、この「Zeppオリジナルドリンクストラップ」はZeppで回収されたペットボトルをリサイクルして作られたものである。さらにプラカップのリサイクルや、2003年1月以降に各会場で開催されているライブ・イベントにおける電力を風力発電で賄うなど、エコへの取り組みも行っている。
2012年4月1日、商号を株式会社Zeppライブエンタテインメントに変更するとともに、バックステージプロジェクト代表取締役の杉本圭司が代表取締役に就任。SMEJのライブ企画部門との統合により、企画制作部門が新設された。また、本社を当時同じSMEJメディアビジネスグループに属していたエムオン・エンタテインメント本社のある六本木のビルに移転している。
2014年6月2日、商号を株式会社Zeppホールネットワークに変更するとともに、ライブ企画制作部門をバックステージプロジェクトとの合弁による新会社・株式会社Zeppライブに移管。同年12月8日、BSPのコンサート部門はZeppライブと統合し、BSPにはエンタテイメント事業としてアーティスト・マネージメント等が残った。
Zeppライブでは、橋元恵一が総合プロデューサーを務める「@JAM」をはじめとするライブやイベントを主催・制作する他、六本木ブルーシアターの運営に参画、2015年1月より「Zeppブルーシアター六本木」として再開業した（その後2017年11月12日に閉館）。
2017年6月には、海外需要開拓支援機構の支援を受け、東南アジア第1号となるライブハウスをシンガポールにオープンした。
2020年5月8日に、Zeppライブの社名を「株式会社ライブエグザム」に変更した。

## 施設一覧
表中の収容数は全てオールスタンディングの場合による。内訳については、スタンディング・座席・椅子・車椅子エリアをそれぞれ「（ス）」、「（座）」、「（椅）」、「（車）」と略記。

### 日本

#### 現在営業中の施設
| 色 | 名称                                            | 画像                    | 収容数                                                                         | 開業日                                                              | 位置                                   | 備考 |
| -- | ----------------------------------------------- | ----------------------- | ------------------------------------------------------------------------------ | ------------------------------------------------------------------- | -------------------------------------- | --- |
|    | Zepp Sapporo Zepp 札幌                          | Zepp Sapporo            | 2,009人 1階・1,800人（ス）/613人（椅） 2階・110人（座）+99人（ス）             | 1998年4月12日                                                       | 北緯43度2分57.5秒 東経141度21分11.5秒  | 住所：北海道札幌市中央区南9条西4-4 最寄駅：中島公園駅（地下鉄南北線） こけら落とし公演：杏子、山崎まさよし、スガシカオ「福耳」 |
|    | Zepp DiverCity（TOKYO） Zepp ダイバーシティ東京 | Zepp DiverCity（TOKYO） | 2,473人 1階・2,107人（ス）/888人（座） 2階・214人（座）+152人（座）            | 2012年4月29日                                                       | 北緯35度37分30.5秒 東経139度46分30.4秒 | 住所：東京都江東区青海1-1-10（ダイバーシティ東京内） 最寄駅：台場駅（ゆりかもめ）、東京テレポート駅（りんかい線） こけら落とし公演： UVERworld「Zepp DiverCity（TOKYO） OPENING SPECIAL PATi★Night Episode UW in TOKYO」 |
|    | Zepp Haneda（TOKYO） Zepp 羽田 東京             | Zepp Haneda（TOKYO）    | 2,925人 1階・2,410人（ス）/888人（座） 2階・319人（座）+196人（ス）            | 2020年7月18日（無観客公演） 2020年8月14日（有観客公演）             | 北緯35度32分52.6秒 東経139度45分20.8秒 | 住所：東京都大田区羽田空港1-1-14（HANEDA INNOVATION CITY内） 最寄駅：天空橋駅（東京モノレール羽田空港線・京急空港線） 羽田みらい開発株式会社所有 こけら落とし公演：超ときめき♡宣伝部「超ときめき♡宣伝部の未来へつながる超ときめき♡コースター」（無観客公演） [Alexandros]「THIS SUMMER FESTIVAL 2020」（有観客公演） |
|    | Zepp Shinjuku（TOKYO） Zepp 新宿 東京           | Zepp Shinjuku（TOKYO）  | 1,500人 地下4階・1,337人（ス）/530人（座） 地下3階・163人（ス）                | 2023年4月17日                                                       | 北緯35度41分44.7秒 東経139度42分02.5秒 | 住所：東京都新宿区歌舞伎町一丁目（東急歌舞伎町タワー内） 最寄駅：西武新宿駅（西武新宿線）、新宿西口駅（都営地下鉄大江戸線）、新宿駅（JR東日本・小田急小田原線・京王電鉄京王線・京王電鉄京王新線・東京メトロ丸ノ内線・都営地下鉄新宿線） こけら落とし公演：SUPER BEAVER、東京スカパラダイスオーケストラ、西川貴教、Little Glee Monster「Zepp Shinjuku（TOKYO）OPENING SPECIAL 4DAYS!」                                                                       |
|    | KT Zepp Yokohama KT Zepp 横浜                   | KT Zepp Yokohama        | 2,146人 1階・1,630人（ス）/735人（座） 2階・516人（座）                        | 2020年3月7日 2020年3月28日（無観客公演） 2020年7月3日（有観客公演） | 北緯35度27分35.8秒 東経139度37分34.2秒 | 住所：神奈川県横浜市西区みなとみらい4-3-6（KTビル〈コーエーテクモゲームス本社〉併設） 最寄駅：新高島駅（みなとみらい線）、高島町駅（地下鉄ブルーライン）、横浜駅（JR東日本・東急東横線・みなとみらい線・京急本線・相鉄本線・地下鉄ブルーライン） コーエーテクモゲームス所有 こけら落とし公演：DIR EN GREY「The World You Live In」（無観客公演） 神宿 全国ツアー2019-2020”GRATEFUL TO YOU”ツアーファイナルシリーズ＠KT Zepp Yokohama 延期公演（有観客公演） |
|    | Zepp Nagoya Zepp 名古屋                         | Zepp Nagoya             | 1,792人 1階・1,600人（ス）/549人（椅） 2階・192人（座）                        | 2005年3月11日                                                       | 北緯35度9分48.1秒 東経136度53分5秒     | 住所：愛知県名古屋市中村区平池町4-60-7（ささしまライブ24内） 最寄駅：ささしまライブ駅（あおなみ線）、米野駅（近鉄名古屋線）、名古屋駅（地下鉄東山線・桜通線・JR東海）、名鉄名古屋駅（名鉄名古屋本線） こけら落とし公演：nobodyknows+「tour 2005 spring "シアワセナラテヲタタコウ"」 |
|    | Zepp Namba（OSAKA） Zepp なんば大阪             | Zepp Namba（OSAKA）     | 2,530人 1階・2,090人（ス）/796人（座） 2階・440人（座）                        | 2012年4月27日                                                       | 北緯34度39分26.5秒 東経135度30分4.7秒  | 住所：大阪府大阪市浪速区敷津東2-1-39 最寄駅：恵美須町駅（地下鉄堺筋線）、今宮戎駅（南海高野線）、大国町駅（地下鉄御堂筋線・四つ橋線）、難波駅（南海本線・南海高野線） こけら落とし公演：UVERworld「Zepp Namba（OSAKA） OPENING SPECIAL PATi★Night Episode UW in OSAKA」 |
|    | Zepp Osaka Bayside Zepp 大阪ベイサイド          | Zepp Osaka Bayside      | 2,801人 1階・2,351人（ス）/888人（座） 2階・310人（座）+140人（ス）            | 2017年2月17日                                                       | 北緯34度39分43.1秒 東経135度26分5.7秒  | 住所：大阪府大阪市此花区桜島1-1-61 最寄駅：桜島駅（JR西日本） こけら落とし公演：[ALEXANDROS]「Tour 2016～2017 ～We Come In Peace～」 |
|    | Zepp Fukuoka Zepp 福岡（2代目）                 | Zepp Fukuoka            | 1,526人 1階・1,226人（ス）/564人（椅） 2階・176人（ス）/105人（座）+19人（車） | 2018年12月7日                                                       | 北緯33度35分36.7秒 東経130度21分47.9秒 | 住所：福岡県福岡市中央区地行浜2-2-1（MARK IS 福岡ももち内） 最寄駅：唐人町駅（地下鉄空港線）、地行バス停・九州医療センター前バス停・みずほPayPayドームバス停（西鉄バス） こけら落とし公演：ソニー・ミュージックアーティスツ「SMAのド自慢」 |

#### 過去に営業していた施設
| 色 | 名称                           | 画像         | 収容数                                                               | 開業日          | 閉館日        | 位置                                       | 備考 |
| -- | ------------------------------ | ------------ | -------------------------------------------------------------------- | --------------- | ------------- | ------------------------------------------ | --- |
|    | Zepp Osaka Zepp 大阪           | Zepp Osaka   | 2,180人 1階・2,000人（ス）/763人（椅） 2階・180人（座）              | 1998年 11月24日 | 2012年 4月8日 | 北緯34度38分27.8秒 東経135度25分1.4秒      | 住所：大阪府大阪市住之江区南港北1-18-31（咲洲コスモスクエア地区） 最寄駅：コスモスクエア駅（地下鉄中央線・ニュートラム） こけら落とし公演：レニー・クラヴィッツ「The Freedom Tour」 最終公演：中島愛「と～るりーすpresents 中島 愛 3rd Live Tour 2012 ～とことん Be With You!～」                 |
|    | Zepp Sendai Zepp 仙台          | Zepp Sendai  | 1,567人 1階・1,213人（ス）/437人（椅） 2階・354人（ス）/180人（座）  | 2000年 8月1日   | 2012年 7月1日 | 北緯38度15分38.2秒 東経140度53分0.2秒      | 住所：宮城県仙台市宮城野区榴岡1-1-1（JR東日本仙台駅東口構内） 最寄駅：仙台駅（JR東日本・地下鉄南北線） こけら落とし公演：Do As Infinity、hitomi「SUMMER EVENT LIVE 2000」 最終公演：V/A「LAST ZEPP SENDAI」                                                                                       |
|    | Zepp Fukuoka Zepp 福岡（初代） | Zepp Fukuoka | 2,001人 1階・1,835人（ス）/606人（椅） 2階・166人（座）              | 1999年 6月5日   | 2016年 5月9日 | 北緯33度35分36.870秒 東経130度21分47.970秒 | 住所：福岡県福岡市中央区地行浜2-2-1（ホークスタウン「ホークスタウンモール」内） 最寄駅：九州医療センター前バス停（西鉄バス）、唐人町駅（地下鉄空港線） こけら落とし公演：PUFFY「クラブサーキット'99 "ラブラブクラブツアー"」 最終公演：V/A「いのこり股旅 ～Zepp Fukuoka LAST 3DAYS+1DAY EXTRA～」 |
|    | Zepp Tokyo Zepp 東京           | Zepp Tokyo   | 2,709人 1階・2,416人（ス）/1,000人（椅） 2階・200人（座）+93人（ス） | 1999年3月20日   | 2022年1月1日  | 北緯35度37分33.3秒 東経139度46分56秒       | 住所：東京都江東区青海1-3-11（パレットタウン内） 最寄駅：東京テレポート駅（りんかい線）、青海駅（ゆりかもめ） こけら落とし公演：TRICERATOPS「THE GREAT SKELETON'S MUSIC GUIDE BOOK TOUR」 最終公演：V/A「Zepp Tokyo Thanks & So Long!」                                                           |

#### 開業計画
2025年5月8日、西松建設・JR西日本・石川県が、金沢駅西のJR西日本所有地に1200人規模のライブホールを建設すると発表した。2025年秋に着工、2027年春の開業を予定している。2019年時点では西金沢駅前に建設する計画であったが、近隣住民の反対運動があったことや、住民説明会が新型コロナウイルス感染拡大により開催できなくなったことから、建設を手掛ける西松建設が計画の無期延期を表明していた。
この他、名古屋市（2館目）、神戸市、京都市などに進出する報道もあった。

### 海外

#### 現在営業中の施設
| 名称              | 画像       | 収容数  | 開業日        | 位置 | 備考 |
| ----------------- | ---------- | ------- | ------------- | --- | --- |
| Zepp New Taipei   | 画像募集中 | 2,245人 | 2020年7月31日 | 住所：新北市新荘区新北大道四段3號8樓 「宏匯広場 HOUHUI PLAZA」8階 （北緯25度3分35.1秒 東経121度26分58.1秒） 最寄駅：新荘副都心駅（桃園機場捷運） | こけら落とし公演：「FIRE FIVE MINI FEST. 火氣音樂五週年感謝祭」（Fire EX.、鄭宜農（中国語: 鄭宜農）、美秀集団（中国語: 美秀集團）、淺堤（中国語: 淺堤）など）              |
| Zepp Kuala Lumpur |            | 2,414人 | 2022年5月26日 | 住所：B2-01-02, Level B2, Entertainment Hub, BBCC, 2, Jalan Hang Tuah, 55100 Kuala Lumpur 最寄駅：ハン・トゥア駅（KLモノレール、ラピドKL）       | クアラルンプール中心部の大規模複合施設「ブギッ・ビンタン シティセンター プロジェクト」のエンターテイメント棟に入居。 こけら落とし公演：SEARCH（英語版）「Konsert Endemik」 |

#### 過去に営業していた施設
| 名称                  | 画像       | 収容数  | 開業日       | 閉館日 | 位置                                          | 備考 |
| --------------------- | ---------- | ------- | ------------ | ------ | --------------------------------------------- | --- |
| Zepp@BIGBOX Singapore | 画像募集中 | 2,333人 | 2017年6月4日 | 2019年 | 住所：1 Venture Avenue, BIG BOX Singapore 3階 | Zeppホールネットワークが、シンガポールのジュロン・イースト地区の複合商業施設「BIG BOX」を運営している現地法人Big Box Investment Pte.Ltd.と合弁会社「Zepp @ Big Box Pte.Ltd.」を設立。 こけら落とし公演：RADWIMPS「RADWIMPS 2017 Asia Live Tour」 |

## 存廃問題
初期の店舗は20世紀末の大不況の時期に開業した。この時期は地価が低かったものの失われた10年により企業の投資意欲が低く、土地を購入することなく事業用定期借地契約を結んで土地使用する方法が流行した。いくつかのZeppも同様の方法で設置されたが、複数の施設は期限を10年程度で結んだことから起因する存廃問題に直面した。
Zepp Osaka（閉館）
1998年6月から2009年1月の期間で、同地の土地を所有する大阪市および大阪港振興協会との間の賃貸借契約があったほか、大阪港振興協会とホールネットワークとの間で同期間の事業用定期借地契約を結んでおり、期限までに土地所有者の大阪市へ更地にした上で返却する必要があった。このため、当初の予定では2008年11月末の閉鎖の方向で進んでいた。
2012年4月27日、代替施設として「Zepp Namba（OSAKA）」を開業し、4月8日にこれに先立って当施設を閉館。2017年にはかつての当施設の所在地だった住之江区へ隣接する此花区に、新たに「Zepp Osaka Bayside」をオープンさせた。
Zepp Tokyo（閉館）
当初、入居するパレットタウンが東京都との間で結んでいた定期借地契約は12年間であり、敷地は2010年5月の閉鎖・解体後に都へ返還され、森ビル・トヨタ自動車が跡地部分を再度購入して複合商業施設を新たに建設する予定が立てられていた。しかし、2008年9月15日のリーマン・ショック以降に起こった世界金融危機によって急激に経済状況が悪化し、2009年（平成21年）11月5日には再開発計画が先送りとなる見通しとなった。その後も計画の順延から営業が続けられていたが、2021年7月21日には新たな再開発計画に向けて営業終了を発表し、2022年1月1日に閉館した。
2012年4月の「Zepp DiverCity（TOKYO）」開業後も、当施設が閉館まで並列して営業を行っており、この期間は江東区内に2ヶ所のZeppが所在していた。
Zepp Sendai（閉館）
当初の定期借地契約期限は2010年（平成22年）7月末までであり、2008年秋から土地所有者の東日本旅客鉄道仙台支社（JR東日本仙台支社）との間で契約延長の協議を行なわれていた。しかし、東日本旅客鉄道（JR東日本）が2015年の仙台市地下鉄東西線開業に合わせたJR仙台駅東口一帯の再開発を計画していたため、2009年春の時点で交渉の難航が報道される。この報道によって、地元の女子大学生を中心に存続の署名運動が起こり、2009年10月27日に定期借地契約の2年延長を発表。これに伴い、2012年5月上旬までの営業継続後に施設を撤去・更地化し、7月末までにJR東日本側へ返還することが決まったが、その後の移転計画は「白紙」となっていた。
2011年3月11日に発生した東北地方太平洋沖地震（東日本大震災）の影響で営業休止を余儀なくされたが、震災発生1ヶ月を前にした4月10日、沖縄県宜野湾市での被災地支援ライヴ「がんばれ東北! がんばれ日本! 東北関東大震災支援チャリティーコンサート what a wonderful world in OKINAWA」のライブビューイングに使用されたことで、一時的に営業を再開。4月23日に開催されたチャリティライブ「MUSIC DISTRIBUTION for SENDAI」を皮切りに本格再開した。
その後は代替施設への移転および施設の新設が行われないまま、2012年7月1日に開催されたイベント「LAST ZEPP SENDAI」をもって閉館。仙台圏における同規模のライブハウスは、当館があった仙台市都心部から直線距離で約4km南のあすと長町に2016年3月に開業した「仙台PIT」まで3年半の空白期間を要した。その間は、仙台Rensaが使用される事例が多かった。2017年5月、仙台市若林区荒井にSENDAI GIGS(収容1560名)が開業し、その機能を仙台PITとともに担うように現状なっている。
Zepp Fukuoka（休館・建て替えの上再開）
シーサイドももち内のホークスタウンモールに所在を置く関係で、2016年5月8日を以って同施設の再開発に伴う閉館を発表する。しかし、4月14日から続いた熊本地震を受けてチャリティー公演を急遽実施することが決まり、5月9日まで延期される形となった。
当初は出店が未定で、再開発を担当する三菱地所が2016年3月31日にリリースしたホークスタウンモールの再開発計画（HT計画）でも、「Zepp Fukuokaとは再出店へ向けて今後前向きに検討する」旨を表明していたが、10月28日にはZeppと三菱地所との間で再出店の基本的な合意に至ったことが発表された。
2018年11月には跡地にMARK IS 福岡ももちが開業し、2代目Zepp Fukuokaも同年12月7日に営業を開始している。

## その他

### Zepp Namba（OSAKA）における振動問題
Zepp Namba（OSAKA）のオープン日である2012年4月27日以降、ライブ中に多数の観客がジャンプすることに起因しての振動が発生し、隣接するクボタ本社ビル6棟のうち2棟が大きく揺れるといった影響が見られるようになった。クボタ側はZepp側に何度も苦情を申し入れ、Zepp側も観客側にジャンプの自粛を呼びかけているが、「自粛」というワードに問題があり、振動問題は止んでいない状況だった。このため、より明確な「禁止」へと強化された。

### Zepp Tokyoの最寄駅「青海駅（東京都）」と「青海駅（新潟県）」と「青梅駅」
Zepp Tokyoの最寄駅・ゆりかもめ「青海（あおみ）駅」と、えちごトキめき鉄道「青海（おうみ）駅」と、JR東日本「青梅（おうめ）駅」と駅名が非常に似ているため、Zepp Tokyoへ向かおうとした者が誤って青梅市の青梅駅や同名駅である新潟県糸魚川市の青海駅へ向かってしまうという事例が多発していた。このミスは一般客だけでなく事業者側にも起きており、Zepp Tokyoでのライブに出演する予定のアーティストが、間違って青梅駅に向かってしまうという事例が複数回にわたって発生していた。東京都の青海駅と青梅駅の両駅は直線距離で約50km離れており、電車では2時間弱かかる。東京都の青海駅と新潟県の青海駅に至っては約340km離れており、只事ではなくなってしまう。
Zepp Tokyoが閉館するまでは、Zepp公式サイトなどにその旨が表記されるようになり、初来場者は、りんかい線「東京テレポート駅」の利用が推奨されるようになっていたが、営業終了に伴って記述が削除された。ちなみに、同駅はZepp DiverCity (TOKYO)の最寄りでもある。また、JR東日本も対策を講じており、2019年1月25日から青梅駅構内に「ここは青梅駅」と大書し、誤って訪れた旅客に対しては「青梅駅から青海駅（東京）まで」ルート検索を行うよう呼び掛けている。（東京）の注釈をつけている理由は、同名の駅が新潟県糸魚川市にもあり、「新潟県の青海駅に行ってしまった」という事例が極少数あったためである。